# سفر محمود احمدی‌نژاد به نیویورک (۱۳۸۸)
محمود احمدی‌نژاد، رئیس‌جمهور جمهوری اسلامی ایران برای شرکت شصت و چهارمین اجلاس سالیانه مجمع عمومی سازمان ملل متحد سال ۲۰۰۹ میلادی، از تاریخ ۳۱ شهریور ۱۳۸۸ همراه با هیئت عالی‌رتبه به مدت سه روز عازم نیویورک شد.
در جریان اقامت وی در شهر نیویورک، هم‌چون سفر سال ۱۳۸۶ و سفر سال ۱۳۸۷، تظاهرات‌هایی علیه محمود احمدی‌نژاد و حکومت جمهوری اسلامی ایران صورت گرفت.
او در سفر خود به نیویورک، به سخنرانی در اجلاس سالیانه مجمع عمومی سازمان ملل به عنوان نماینده ایران پرداخت. هم‌زمان با سخنرانی احمدی‌نژاد در سالن اجلاس، ۱۴۵ هیئت دیپلماتیک، سالن مجمع عمومی سازمان ملل را به عنوان اعتراض ترک کردند.
احمدی‌نژاد در این سفر بسیار تلاش کرد که آمریکا را از صف انگلیس و فرانسه جدا کند و لحن سخنانش نسبت به اوباما و آمریکا نرمش بیشتری داشت.

## همراهان احمدی‌نژاد
اسفندیار رحیم‌مشایی، مجتبی ثمره هاشمی، پرویز داوودی، غلامحسین الهام، محمدرضا میرتاج‌الدینی نماینده تبریز و رسایی نماینده تهران و ارسلان فتحی پور نماینده کلیبر هم‌چنین چهار نفر از نمایندگان اقلیت‌های مذهبی در مجلس به نام‌های: وارطان (نماینده ارامنه شمال)، روبرت بگلریان (ارامنه جنوب)، سیامک مره‌صدق (کلیمیان)، اسفندیار اختیاری (زرتشتیان)، محمود احمدی‌نژاد را در این سفر همراهی کردند. گفتنی است بت کلیا، نماینده آشوریان در مجلس با مشکل صدور ویزا روبرو شد و از همراهی هیئت دولت بازماند.

## حساسیت سیاسی سفر احمدی‌نژاد به نیویورک
انتخابات ریاست جمهوری دهم و ادعای پیروزی چالش‌برانگیز محمود احمدی‌نژاد، نظام جمهوری اسلامی را با بزرگ‌ترین اعتراضات مردمی در تاریخ خود درگیر کرد و بر حساسیت این سفر افزود. در آستانه این سفر تظاهرات روز قدس در ایران (۱۳۸۸) و حضور گسترده معترضان از سوی جنبش سبز، به عرصه‌ای برای اثبات تداوم اعتراض مردم حتی پس از برگزای دادگاه‌های برخی دستگیرشدگان تبدیل شد. وی دو روز قبل از سفر به نیویورک و در جریان سخنرانی پیش از خطبه نماز جمعه تهران، طی اظهاراتی، مجدداً هولوکاست و کشتار یهودیان توسط آلمان نازی را انکار کرد. اظهارات وی مجدداً با واکنش تند و اعتراضات کشورهای غربی مواجه گردید. از سوی دیگر اولتیماتوم کشورهای ۵+۱ و احتمال وضع تحریم‌های جدید شورای امنیت علیه ایران، بر حساسیت این سفر وی افزود.
مقامات سازمان ملل حضور احمدی‌نژاد را تأیید کردند و گفتند که همان احترامی که در رابطه با دیگر سران کشورها رعایت می‌شود در رابطه با او نیز رعایت خواهد شد. مقامات آمریکایی گفتند که آمریکا به دعوت‌نامه‌های سازمان ملل متحد برای جنجالی‌ترین رجال خارجی نیز احترام می‌گذارد و آن‌ها این‌طور تلقی می‌کنند که ویزای احمدی‌نژاد برای سفر به آمریکا تأیید خواهد شد.

## تشکیل کمپین مبارزه با جنایت علیه بشریت
۹۰ روشنفکر و فعال اجتماعی که در میانشان افرادی همچون یرواند آبراهامیان، داریوش آشوری، شهرنوش پارسی‌پور، حمید دباشی، اکبر گنجی، عبدی کلانتری، هادی قائمی، ابراهیم نبوی و محمدرضا نیکفر دیده می‌شود کمپینی را برای محاکمه احمدی‌نژاد به اتهام جنایت جنگی در سرکوب مردم معترض به انتخابات تشکیل دادند. این کمپین کنفرانسی با حضور حقوقدانان برای بررسی این موضوع برگزار خواهد کرد.

## محل استقرار احمدی‌نژاد
هواپیمای هیئت ایرانی ساعت ۱:۱۵ به وقت تهران در فرودگاه بین‌المللی جان اف کندی نیویورک به زمین نشست. کاروان خودروهایی که جهت انتقال احمدی‌نژاد به هتل تدارک دیده شده بودند بالغ بر ۲۰ عدد بود. هتل اینترکنتیننتال در خیابان ۴۸ نیویورک محل استقرار محمود احمدی‌نژاد و هیئت همراهش بود. علاوه بر رئیس‌جمهور ایران، ۷ رئیس‌جمهور دیگر نیز در این هتل اقامت داشتند. اعضای هیئت ایران از جمله شخص رئیس‌جمهور در طبقه ششم هتل مستقر شدند. چند آشپز نیز از ایران برای طبخ غذای ایرانی به آشپزخانه هتل معرفی شده‌بودند.
محل اولیه اقامت اولیه وی هتل هلمسلی نیویورک بود که مدتی قبل از ورود هیئت ایرانی، مدیر هتل از پذیرش این هیئت امتناع کرد. بنا به گفته نیویورک تایمز، مدیر هتل به محض اینکه دریافت که محل رزرو شده توسط یک گروه دانشجویی، احتمالاً توسط احمدی‌نژاد استفاده خواهد شد، تصمیم به لغو رزرویشن کرد.

## برنامه کاری احمدی‌نژاد در نیویورک
اولین برنامه کاری احمدی‌نژاد مصاحبه با خبرنگاران خبرگزاری آسوشیتدپرس و شبکه تلویزیونی APTN بود.

### سخنرانی در سازمان ملل متّحد
محمود احمدی‌نژاد به عنوان نماینده ایران، از ساعت ۱۹:۲۵ به مدت سی و پنج دقیقه در مجمع عمومی سازمان ملل متحد به سخنرانی پرداخت. سخنرانی وی با چندین دقیقه تأخیر برگزار شد. علت تأخیر سخنرانی بیش از زمان معین معمر قذافی از جانب قاره آفریقا در شروع مراسم بود. پشتیبانی از فلسطین، تغییر ساختار فعلی شورای امنیت و سازمان ملل، پیش‌بینی سقوط نظام کنونی اقتصاد جهانی، اهتمام عمومی به سیاست از محیط زیست از موارد مطرح در سخنرانی احمدی‌نژاد بود.

#### اعتراضات دیپلماتیک و خروج ۱۴۵ کشور جهان در هنگام سخنرانی
هم‌زمان با سخنرانی احمدی‌نژاد در سالن اجلاس، ۱۴۵ هیئت دیپلماتیک، سالن مجمع عمومی سازمان ملل را به عنوان اعتراض ترک کردند.
براساس گزارش بی‌بی‌سی، بسیاری از کرسی‌های مجمع عمومی سازمان ملل متحد در هنگام سخنرانی رئیس‌جمهور ایران خالی بود.

### لغو کنفرانس خبری در سازمان ملل متحد
محمود احمدی‌نژاد، هم‌چنین در اقدامی غیرمنتظره و بدون ذکر دلیلی، کنفرانس خبری پیش‌بینی شده در سازمان ملل متحد را که قرار بود با حضور وی برگزار شود را لغو کرد. اما سپس یک کنفرانس خبری که حضور خبرنگاران در آن بدون موافقت مقام‌های ایرانی امکان نداشت را درهتل اینترکانتینتال برگزار نمود. احمدی‌نژاد، هم‌چنین از پاسخ دادن به سؤال خبرنگار شبکه ۱۰ اسرائیل امتناع کرد.

### دیدار با رهبران مسلمان آمریکا
احمدی‌نژاد در ساعت ۱۳:۳۰ روز پنج‌شنبه در یکی از اتاق‌های هتل محل اقامت با چهره‌های شاخص و معروف اسلامی در آمریکا دیدار داشت. از جمله این افراد شاخص می‌توان به امام سراج وهاج، فاضل الهلانی، نهاد آوار، سرپرست بنیاد آیت‌الله خوئی در نیویورک و نماینده آیت‌الله سیستانی اشاره کرد. در این جلسه که به صورت پرسش و پاسخ انجام گرفت به موضوعاتی از قبیل: جایگاه سلاح اتمی در اسلام، تقلب در انتخابات سال۱۳۸۸، مناظره احمدی‌نژاد با اوباما، عفو سه گردشگر آمریکایی که در مرزهای غربی ایران دستگیر شدند، حقیقت واقعی هولوکاست و تور گردشگری مسلمانان آمریکا از ایران پرداخته شد.

### دیدار با دانشجویان و اساتید دانشگاه‌های آمریکا
احمدی‌نژاد در بعدازظهر همان روز در سالن هتل اینترکنتیننتال با ۴۰۰ نفر از دانشجویان و اساتید دانشگاه‌های آمریکا دیدار کرد. در این دیدار نمایندگان اقلیتهای مذهبی مجلس ایران نیز حضور داشتند. غالب دانشجویان دارای تحصیلات علوم سیاسی و روابط بین‌الملل بودند. در این دیدار دانشجویان و اساتید آمریکایی از موضوعات مختلفی از وی سوالاتی می‌کردند؛ در مورد مسائل روابط فی‌مابین آمریکا و ایران، مسائل افغانستان، بحث هولوکاست، مسائل هسته‌ای ایران و حوادث بعد از انتخابات، دربارهٔ اوستیای جنوبی و روابط ایران با کشورهای قفقاز. مدت زمان این جلسه ۲ ساعت تعیین شده‌بود و در نهایت با ضیافت شام خاتمه یافت.

### نشست با نخبگان کانون‌های اندیشه در آمریکا
این نشست در پنج‌شنبه شب در محل هتل و با حضور ۵۰ تن مهمانان سیاسی و فرهنگی و مطبوعاتی برگزار شد. عمده مسائل مطرح شده در این جلسه که بیش از دو ساعت طول کشید عبارت بود از: ۱- هولوکاست ۲- علت درخواست اورانیوم غنی شده تا ۲۰درصد ۳- حوادث بعد از انتخابات ۴- پرونده هسته‌ای ایران ۵- آینده روابط ایران و آمریکا و امکان گفتگو و مذاکره ۶- سرنوشت ۳ آمریکایی بازداشت شده در ایران ۷- مسئله افغانستان.

### دیدار با ایرانیان مقیم آمریکا
این ضیافت شام که در آخرین شب سفر احمدی‌نژاد و هیئت همراه در نیویورک انجام شده بود، با استقبال گسترده ایرانیان مقیم آمریکا مواجه شد. احمدی‌نژاد به دلیل همزمانی این دیدار با ملاقات با بان کی مون نتوانست در جلسه حضور یابد و منوچهر متکی و نمایندگان مجلس همراه رئیس‌جمهور میزبانی ضیافت را عهده‌دار بودند.

## تظاهرات ایرانیان مخالف
با شرکت کردن محمود احمدی‌نژاد در اجلاس سالانه سازمان ملل در سال ۲۰۰۹، تعداد زیادی از ایرانیان مقیم آمریکا و کانادا و برخی دیگر کشورها در ادامه اعتراضاتی که پس از اعلام نتایج انتخابات به وقوع پیوست اعتراض کردند. این تظاهرات یکی از بزرگ‌ترین تظاهرات‌های اعتراضی ایرانیان خارج از کشور بوده است.
تظاهرات کنندگان که همچون معترضین داخلی ایران نمادهای سبز رنگ داشتند با در دست داشتن پلاکاردهای اعتراضی نسبت به محمود احمدی‌نژاد مخالفت خود را با او ابراز داشتند. آنان تصاویری از ندا آقا سلطان و برخی دیگر از جانباختگان خشونت‌های پس از اعلام نتایج انتخابات را در دست داشتند. این تظاهرات چندین روز طول کشید.